# 211. Infanterie-Division (Wehrmacht)
Die 211. Infanterie-Division war ein Großverband des Heeres der deutschen Wehrmacht im Zweiten Weltkrieg.

## Geschichte
Einsatzgebiete:
- Deutschland: September 1939 bis Februar 1941
- Frankreich: Februar 1941 bis Januar 1942
- Ostfront, Zentralabschnitt: Januar 1942 bis Dezember 1944
- für Neuaufstellung von der Front abgezogen: Dezember 1944

### Aufstellung
Der Großverband wurde als Division der 3. Aufstellungswelle im August 1939 im Wehrkreis VI (Münster) aufgestellt. 

### Westwall
Nach Grenzsicherungsaufgaben bei Prüm in der Schnee-Eifel

### Westfeldzug
Der Kriegseinsatz begann für die Division im Feldzug gegen Frankreich. Nach dem Vormarsch über Reims bis Auxerre erhielt die Division den Auftrag, einen Teil der Küstensicherung in der Bretagne zu übernehmen.

### Atlantikwall
Nach dem Ende des Frankreichfeldzug stand die Division sehr lange an der französischen Küste.

### Verlegung an die Ostfront 1942
Erst im Februar 1942 wurde sie an die Ostfront verlegt und war im Raum Brjansk bis zum Sommer 1943 im Einsatz. Danach erfolgten Abwehrkämpfe gegen die vorrückende Rote Armee bei Dorogobusch, Newel und Witebsk in Belarus. Bei Kämpfen um die polnische Festung Różan erlitt die Division schwere Verluste und musste aus der Front genommen werden. 

## 211. Volksgrenadier-Division

### Aufstellung
Im Dezember 1944 wurde aus den Resten der alten 211. Infanterie-Division durch Umgliederung die 211. Volksgrenadier-Division aufgestellt. 

### Ungarn 1945
Ab Januar 1945 kämpften ihre Angehörigen in Ungarn.

### Kapitulation
Angehörige der Division gerieten im Mai 1945 im Raum Budweis in sowjetische und auch in  US-amerikanische Kriegsgefangenschaft.

## Kommandeure
| Dienstzeit                             | Dienstgrad      | Name                                                  |
| -------------------------------------- | --------------- | ----------------------------------------------------- |
| 01. September 1939 bis 4. Februar 1942 | Generalleutnant | Kurt Renner                                           |
| 04. Februar 1942 bis 16. Juli 1943     | Generalleutnant | Richard Müller                                        |
| 17. Juli bis 30. September 1943        | Generalmajor    | Johann-Heinrich Eckhardt (mit der Führung beauftragt) |
| 01. Oktober 1943 bis 8. Mai 1945       | Generalleutnant | Johann-Heinrich Eckhardt                              |

## Generalstabsoffiziere (Ia)
| Dienstzeit                              | Dienstgrad     | Name                    |
| --------------------------------------- | -------------- | ----------------------- |
| 1939 bis Juli 1942                      | Oberstleutnant | Michael Rossmann        |
| 24. Juli 1942 bis 20. Februar 1943      | Major          | Hans-Alexander von Voss |
| 20. Februar 1943 bis 10. September 1944 | Oberstleutnant | Klaus Müller            |
| 10. September bis Dezember 1944         | Major          | Valentin Meyer          |

## Auszeichnungen
Insgesamt wurden 18 Angehörige der Division mit dem Ritterkreuz ausgezeichnet und 73 mit dem Deutschen Kreuz in Gold.

## Gliederung
- Infanterie-Regiment 306 „Euskirchen“
- Infanterie-Regiment 317 „Köln“
- Infanterie-Regiment 365 „Bonn“
- Artillerie-Regiment 211
- Beobachtungs-Abteilung 10 (mot.)
- Aufklärungs-Abteilung 211
- Pionier-Bataillon 211
- Nachrichten-Abteilung 211
- Nachschubtruppen 211